# Limotettix pseudosphagneticus
Limotettix pseudosphagneticus är en insektsart som beskrevs av Hamilton 1994. Limotettix pseudosphagneticus ingår i släktet Limotettix och familjen dvärgstritar. Inga underarter finns listade i Catalogue of Life.